# Niamh Bhreathnach
Niamh Bhreathnach (ur. 1 czerwca 1945 w Dublinie, zm. 6 lutego 2023) – irlandzka polityk, nauczycielka i samorządowiec, działaczka Partii Pracy, parlamentarzystka i minister.

## Życiorys
Kształciła się w Dominican College Sion Hill, następnie studiowała w kolegium nauczycielskim Froebel College of Education, uzyskując kwalifikacje nauczyciela. Pracowała w tym zawodzie, zajmując się nauczaniem wyrównawczym. Zaangażowała się w działalność polityczną w ramach Partii Pracy, pełniła organizacyjną funkcję jej przewodniczącej. W 1992 uzyskała mandat posłanki do Dáil Éireann.
W styczniu 1993 objęła urząd ministra edukacji w rządzie Alberta Reynoldsa, tworzonym przez Fianna Fáil i laburzystów. Ustąpiła z tej funkcji w listopadzie 1994, gdy Partia Pracy wystąpiła z koalicji. Powróciła na stanowisko ministra edukacji już w następnym miesiącu, dołączając do nowego gabinetu Johna Brutona z Fine Gael. Zajmowała je do czerwca 1997. W tym samym roku krótko z nominacji odchodzącego premiera zasiadała w Seanad Éireann. W 1999, 2004 i 2009 wybierana na radną hrabstwa Dún Laoghaire-Rathdown.